# Max und siebeneinhalb Jungen
Max und siebeneinhalb Jungen ist ein deutscher Jugendfilm der DEFA von Egon Schlegel aus dem Jahr 1980.

## Handlung
Antifaschist Max Stricker hält vor der Klasse 8b einen Lichtbildvortrag über seinen Widerstandskampf im Zweiten Weltkrieg. Der Vortrag soll die Klasse auf eine Fahrt zur Gedenkstätte Buchenwald einstimmen, die kurz darauf geplant ist. Die Klasse ist jedoch nur wenig an Max’ Bericht interessiert und stört während der Präsentation mit Kichern, lautem Schnarchen und heimlichem Essen so lange, bis Max wortlos den Raum verlässt. Dennoch nimmt er als Zeitzeuge an der Klassenfahrt zur Gedenkstätte teil. Auch hier zeigt sich eine kleine Schülergruppe um King Ludwig rebellisch und verlässt heimlich in Luckenwalde bei Berlin den Zug. Max folgt ihnen und schlägt den sieben Jungen und Mädchen Biggi eine Wette vor: Sie sollen sich bis zum folgenden Abend nach Niederzimmern bei Weimar durchschlagen. Als Treffpunkt bestimmt Max das Haus seines früheren Kampfgefährten Heinrich; jeder Schüler erhält für die Reise fünf Mark.
Die Jugendlichen King Ludwig, Böhnchen, Bubi, Biggi, Lehmi, Safte und Freddy nehmen die Herausforderung an, während Michael ablehnt. Obwohl Max ihnen rät, als Gruppe zusammenzubleiben, trennen sich Lehmi, Freddy und Safte bereits zu Beginn von den anderen. Freddy versucht, durch Schwarzfahren ans Ziel zu kommen, stiehlt in Leipzig jedoch Schokolade und wird am Ende von der Polizei in Gewahrsam genommen. Lehmi kann sich ein altes Fahrrad organisieren und kommt so schneller als die anderen voran. Safte wiederum kauft sich von den 5 Mark Brühwürfel und erweicht Mütterherzen mit seiner Bitte um Tasse und Wasser für seine Brühwürfel – von verschiedenen Familien wird er so auf seiner Reise zum Essen eingeladen. King Ludwig, Böhnchen, Bubi und Biggi bleiben als Gruppe zusammen. Biggi ist in Anführer King Ludwig verliebt, doch erweist sich Böhnchen im Laufe der Reise als der klügere Stratege und heimliche Kopf der Gruppe. Am Ende trickst auch diese Gruppe: Sie bestechen einen Busfahrer mit einer ergaunerten Flasche Whisky, woraufhin er einen Umweg nach Niederzimmern fährt. Biggi jedoch springt vorzeitig vom Bus ab, als sie erfährt, dass der Whisky unredlich erworben wurde. Am Ende erscheinen alle Kinder, außer Biggi, rechtzeitig am Treffpunkt. Neben der Polizei wartet hier auch Lehrerin Fräulein Zahn mit dem Rest der 8b. Max’ Freund Heinrich hingegen ist nicht anwesend. Er ist ohne Wissen von Max bereits verstorben.

## Produktion
Max und siebeneinhalb Jungen wurde ab 1979 gedreht. Die Kostüme schuf Marianne Schmidt, die Filmbauten stammen von Georg Kranz. Der Film erlebte am 4. Dezember 1980 im Berliner Kino International seine Premiere und kam am folgenden Tag in die Kinos der DDR. Am 5. Februar 1983 lief er erstmals auf DFF 1 im Fernsehen der DDR.
Der Darsteller des Max, Peter Sturm, war vor und während des Zweiten Weltkriegs selbst in KZ Dachau, KZ Buchenwald und KZ Auschwitz inhaftiert gewesen.

## Kritik
Heinz Kersten erwähnte im Tagesspiegel unglaubwürdige Momente, stellte jedoch fest, dass der Weg der Jugendlichen „ganz spannend und auch lustig mit anzusehen“ sei. Für den Filmspiegel waren die Hauptdarsteller nicht „Sprachröhren der Erkenntnisse des Filmteams, sie machen ihre eigenen Erfahrungen, gewinnen ihre Erkenntnisse als lebendige Charaktere. Langeweile kann so nicht aufkommen, weil Alltag auf diese Weise zum Erlebnis gerät.“ Unlogische Passagen des Films fielen angesichts dessen daher nicht zu sehr ins Gewicht.
Hans-Dieter Tok lobte den Film als „spannend, frisch, humorvoll und besinnlich“, er sei „von einer zupackenden, sympathischen Gesinnung und Machart, die weder auf einen kräftigen Tupfer Romantik, noch auf Sentimentalität verzichtet.“ Auch Renate Holland-Moritz nannte den Film im Eulenspiegel „erfrischend undidaktisch, witzig, spannend und streckenweise zutiefst anrührend“.
Für den Progress Filmverleih war der Film „ein spannendes und amüsantes Roadmovie“. Der film-dienst nannte Max und siebeneinhalb Jungen einen „Jugendfilm, der die Gefahren antifaschistischer Widerstandskämpfer für junge Zuschauer sinnlich nacherlebbar machen will. Teilweise spannend, insgesamt aber eher zur aktionsreichen Oberflächlichkeit neigend.“

## Auszeichnungen
Auf dem 2. Nationalen Festival Goldener Spatz für Kinderfilme der DDR in Kino und Fernsehen erhielt der Film 1981 den Ehrenpreis der Kinderjury und den Goldenen Spatz in der Kategorie Spielfilm (= Preis der Fachjury). Auf der Generalversammlung des internationalen Jugendzentrums in Neusiedl bei Wien wurde der Film mit dem 2. Preis der Kinderjury und dem 1. Preis der Publikumsjury ausgezeichnet.
Max und siebeneinhalb Jungen erhielt in der DDR das Prädikat „wertvoll“.